# آبخوری (سمنان)
آبخوری که نزد ساکنانش به آبخوران نیز مشهور است، یکی از روستاهای شهرستان سمنان در استان سمنان ایران است. این روستا در دهستان حومه در بخش مرکزی شهرستان واقع است.
آبخوری در کویر و در فاصله ۵۵ کیلومتری محور سمنان به دامغان در فاصله سه کیلومتری از جاده اصلی سمنان به دامغان قرار گرفته‌است. به فاصله ۵ کیلومتر از آن، روستای قدیمی جام و پس از آن نیز چند روستای کوچک دیگر شامل باراناباد و ویراب و پرپا بالا و پایین و سرکهریز و دوزهیر قرار دارند.
جمعیت روستای آبخوری بر اساس نتایج سرشماری سال ۱۳۸۵، ۴۶ نفر (۱۹ خانوار) بوده‌است.